# Jean V de Vendôme
Jean V de Vendôme, mort en 1315, comte de Vendôme (1271-1315) et seigneur de Castres (1300-1315) de la Maison de Montoire, est le fils de Bouchard V et de Marie de Roye.

## Histoire
À la mort de son père en 1271 il n'est pas encore majeur, c'est alors ça mère Marie de Roye qui possède son bail.
Il passe une bonne partie de sa jeunesse à guerroyer en Italie au côté de Charles II d'Anjou, roi de Naples. Il rentre en Vendômois avant pâques 1283. Il part ensuite en 1285 à la croisade d'Aragon pour soutenir la candidature de Charles de Valois au trône d'Aragon. Cette date marque un probable tournant pour lui car c'est par cette croisade qu'il épouse Éléonore de Montfort, par laquelle il devient seigneur de  Castres.
Il ne réside que peu dans le Vendômois, préférant Castres. Il subdivise le comté de Vendôme en deux.

## Mariage et descendance
Il épouse Éléonore de Montfort, fille de Philippe II de Montfort, seigneur de Castres, et de Jeanne de Lévis-Mirepoix, qui lui apporte la seigneurie de Castres. Ils eurent :
- Bouchard VI ;
- Jean, seigneur de Feuillet ;
- Pierre, seigneur de Floire-au-Maine, de Torcé, de Châteauneuf-en-Guyenne et de Montaut ;
- Jeanne, épouse d'Henri IV de Sully.

## Pour approfondir